# Catedral de San Carlos Borromeo
A Catedral de San Carlos Borromeo (Cathedral of San Carlos Borromeo), também conhecida como Capela do Presídio Real (Royal Presidio Chapel) é uma catedral católica romana situada em Monterey, na Califórnia, Estados Unidos.
A catedral é sede da mais antiga paróquia em funcionamento e o mais antigo edifício de pedra na Califórnia. Foi construída em 1794 tornando-se a mais antiga e mais pequena catedral em uso, servindo, juntamente com a Catedral de Saint Louis em Nova Orleans, Louisiana. É a única capela de presídio da Califórnia e o único edifício existente do presídio de Monterey original.
A catedral foi designada, em 15 de outubro de 1966, um edifício do Registro Nacional de Lugares Históricos bem como, em 9 de outubro de 1960, um Marco Histórico Nacional. Em 29 de março de 1933 foi designado um Marco Histórico da Califórnia.